# Завтра будет новый день
«Завтра будет новый день» (англ. Tomorrow Is Another Day) — фильм нуар режиссёра Феликса Э. Файста, который вышел на экраны в 1951 году.
Как написал киновед Спенсер Селби, фильм рассказывает о «бывшем заключённом, который решил, что убил любовника своей новой знакомой, работающей платной партнёршей в танцевальном зале, после чего бежит вместе с ней в попытке начать новую жизнь». Фильм относится к субкатегории фильмов нуар о «парах в бегах», куда входят также такие фильмы, как «Жизнь даётся один раз» (1937), «Отчаянный» (1947), «Они живут по ночам» (1948) и «Без ума от оружия» (1950).
Название фильма является знаменитой последней строкой из романа Маргарет Митчелл «Унесённые ветром» (1936).

## Сюжет
После 18 лет, проведённых в тюрьме за убийство отца, 31-летний Билл Кларк (Стив Кокран) выходит на свободу. В родном городе у него не осталось ни родных, ни друзей, он не знает, как себя вести среди людей и чувствует себя неуютно и одиноко. Прямо у ворот тюрьмы Билла поджидает репортёр местной газеты Дэн Монроу (Джон Келлогг), который некоторое время наблюдает со стороны за бывшим заключённым, а затем как бы случайно знакомится с ним и, не раскрывая своих намерений, проводит с Биллом остаток дня, даже помогает ему устроиться сварщиком на местный завод. Однако, когда следующим утром Билл читает в газете репортаж о себе как о вышедшем на свободу самом молодом убийце штата, он приходит в такое возмущение, что приезжает в редакцию газеты и набрасывается с кулаками на репортёра. Дэн отказывается подавать заявление в полицию, однако Билл понимает, что в родном городе его «слава» не оставит его, и уезжает в Нью-Йорк. Слоняясь без дела по нью-йоркским улицам, он заходит в танцевальный зал, где знакомится с платной танцевальной партнёршей, эффектной блондинкой Кэтрин «Кэй» Хиггинс (Рут Роман). Билл просит Кэй после окончания рабочего дня составить ему компанию и показать город, на что Кэй соглашается при условии, что Билл за это заплатит. Билл покупает ей наручные часики, и они в течение нескольких часов гуляют по городу. Билл провожает девушку домой, однако в квартире они натыкаются на ожидающего её любовника Джорджа Коновера (Хью Сэндерс), который, как вскоре выясняется, является полицейским детективом. Джордж набрасывается на Кэй и начинает её бить, а когда Билл вступается за девушку, достаёт наставляет револьвер на бывшего заключённого. Между мужчинами начинается драка, в ходе которой Кэй выбивает оружие из руки детектива. Револьвер подхватывает Билл, однако Джордж успевает нанести ему несколько крепких ударов, после чего Билл падает и теряет сознание. Джордж надвигается на Кэй, собираясь расправиться и с ней, однако девушка успевает схватить оружие и выстрелить в детектива. Несмотря на тяжёлое ранение, Джордж надевает шляпу и пальто, выходит на улицу и уезжает. Кэй в панике от случившегося собирает свои вещи и уезжает к брату в Нью-Джерси. Придя в себя, Билл возвращается в свою комнату, где на следующее утро читает в газете о странном ранении полицейского. Понимая, что речь идёт о Джордже, Билл направляется по оставленному Кэй адресу в Нью-Джерси, чтобы выяснить, что произошло. Кэй рассказывает, что Джордж был ранен в результате несчастного случая, а, когда Билл говорит, что после того, как потерял сознание, ничего не помнит, она намекает на то, что стрелял в Джорджа именно Билл непосредственно перед тем, как потерять сознание. После того, как они слышат по радио, что Джордж умер, Билл и Кэй от страха быть обвинёнными в убийстве подаются в бега. Они берут у брата Кэй машину, на которой добираются до границы штата, затем незаметно забираются на автовоз, на котором в течение нескольких часов едут в западном направлении. Спрыгнув с трейлера около одного из мотелей, Билл и Кэй регистрируются в нём как Майк и Никки Льюис, после чего под этими именами оформляют брак. Затем они покупают себе вместо городских костюмов сельскую одежду, а Кэй перекрашивается в брюнетку. Несмотря на то, что между Биллом и Кэй сохраняется некоторая взаимная озлобленность и напряжённость, становится очевидно, что они уже влюблены друг в друга. В ожидании проходящего товарного поезда, которым они предполагают двигаться дальше на запад, Билл рассказывает Кэтрин, что в возрасте 13 лет он потерял сознание, защищая свою мать от жестокого избиения со стороны отца, а когда пришёл в себя, то увидел, что отец застрелен. Во время суда Билл не проявил никакого сожаления или раскаяния по поводу убийства отца, в результате чего присяжные ошибочно заключили, что он совершил убийство намеренно и продуманно. В итоге, несмотря на юный возраст Билла, он был приговорён к длительному сроку тюремного заключения. Проехав часть пути на поезде, Билл и Кэй продолжают путь пешком вдоль шоссе. Остановившись около сломавшегося автомобиля, Билл помогает его починить. В автомобиле едет семья Доусонов — Генри (Рэй Тил) и Стелла (Ларен Таттл) вместе с маленьким сыном Джонни. Они направляются в Салинас в штате Калифорния, где собираются устроиться сборщиками урожая латука, приглашая Билла и Кэй поехать вместе с ними. Добравшись до места, Билл и Кэй размещаются в одном из домиков для работников. Постепенно они налаживают свой быт, а работа в поле и общение с другими работниками приносит им успокоение и приятные минуты радости. Когда после завершения сезона сбора урожая Биллу предлагают остаться на ферме в качестве сварщика, а Кэй сообщает ему о своей беременности, кажется, что они, наконец, обретают своё счастье. Но однажды Джонни случайно видит в одном из бульварных журналов тюремную фотографию Билла в статье об убийцах, за его поимку которых обещано крупное вознаграждение. Хотя Доусоны тепло относятся к Биллу и Кэй, Генри задумывается над тем, чтобы сдать Билла властям, так как им очень нужны деньги. Однако Стелла категорически возражает против этого, утверждая, что «такие деньги» им не нужны. Хотя Билл и не знает об этой статье, он быстро чувствует изменение отношения к себе со стороны Доусонов и начинает нервничать. На следующее утро он отказывается от поездки с Генри на рыбалку, опасаясь, что тот сдаст его полиции. Тем же днём Билл видит полицейскую машину у дома Доусонов, что только усиливает его параноидальное настроение. Однако вскоре выясняется, что полиция прибыла потому, что Генри на машине столкнулся с нефтевозом, в результате чего машина сгорела, а сам Генри с многочисленными ожогами оказался в больнице. Узнав от врача, что Генри находится в критическом состоянии и ему требуется дорогостоящее медицинское лечение в Лос-Анджелесе, Стелла скрепя сердце сообщает полиции о Билле, рассчитывая получить обещанное вознаграждение. Заметив нарастающую полицейскую активность вокруг дома Доусонов, Билл и Кэй приходят в нервное состояние, и в этот момент Кэй признаётся Биллу, что это она застрелила Джорджа. Однако Билла это не успокаивает, и он клянётся, что никогда больше не сядет в тюрьму. Когда на пороге их дома появляется шериф, Билл хватает серп и уже готовится его ударить, однако в этот момент, чтобы предотвратить большую трагедию, Кэй стреляет Биллу в плечо. Шериф задерживает обоих и доставляет в участок, откуда их переправляют в Нью-Йорк. На допросах, пытаясь защитить друг друга, как Билл, так и Кэй сознаются в убийстве Джорджа. Однако, выслушав их истории, окружной прокурор Нью-Йорка, сообщает им, что перед смертью Джордж сделал официальное заявление, согласно которому Кэй стреляла в него из самозащиты. Хотя, по словам прокурора, их исчезновение поначалу показалось полиции подозрительным, тем не менее, никто их не разыскивал. Лишь после того, как бульварный журнал опубликовал непроверенную историю, возникла необходимость прояснить возникшее недоразумение. Прокурор сообщает Биллу и Кэй, что их дело закрыто, после чего они выходят из здания Дворца правосудия, чтобы продолжить совместную жизнь.

## В ролях
- Рут Роман — Кэтрин «Кэй» Хиггинс / Никки Льюис
- Стив Кокран — Билл Кларк / Майк Льюис
- Ларен Таттл — миссис Доусон
- Рэй Тил — мистер Доусон
- Моррис Анкрум — Хью Вагнер
- Джон Келлогг — Дэн Монроу
- Хью Сандерс — детектив, лейтенант Джордж Коновер
- Стюарт Рэндолл — Фрэнк Хиггинс
- Ли Патрик — Джанет Хиггинс
- Роберт Хайатт — Джонни Доусон
- Гарри Энтрим — начальник тюрьмы
- Уолтер Сэнд — шериф
- Эмиль Мейер — Велдер (в титрах не указан)

## Создатели фильма и исполнители главных ролей
Как отметил историк кино Шон Эксмейкер, «режиссёр Феликс Файст почти не известен большинству кинолюбителей, однако благодаря нескольким жёстким, лаконичным низкобюджетным фильмам нуар, особенно „Дьявол едет автостопом“ (1947) и „Угроза“ (1949), а также культовому научно-фантастическому фильму „Мозг Донована“ (1953), его авторитет медленно, но неуклонно растёт». Критик отмечает, что хотя Фейст «работал практически исключительно в низкобюджетном сегменте бизнеса, ему всё время удавалось создавать живые, многогранные образы и находить способы превратить ограниченность декораций в экспрессивные пространства».
Стив Кокран обратил на себя внимание в 1946 году в роли гангстера в фильме нуар «Погоня» (1946), сыграв затем аналогичные главные и характерные роли в таких картинах, как «Белое каление» (1949), «Шоссе 301» (1950), «Проклятые не плачут» (1950) и «Штормовое предупреждение» (1951). По словам Эксмейкера, «несколько лет спустя он добился краткого успеха в качестве главного героя второго ряда» в таких фильмах, как «Частный ад 36» (1954) с Айдой Лупино и «Прыжок» (1954) с Энн Бакстер. Рут Роман сыграла важную роль жены главного героя (которого сыграл Кирк Дуглас) в спортивном нуаре «Чемпион» (1949), а затем сыграла, по выражению Эксмейкера, «правильную девушку» в триллере Альфреда Хичкока «Незнакомцы в поезде» (1951), и положительную героиню в фильме нуар «Молния бьёт дважды» (1951). Вместе с тем, как отмечает Эксмейкер, она известна и ролями «жёстких, хищнических персонажей», в частности, в криминальной драме «Окно» (1949), а также вестернах «Далёкий край» (1954) и «В утро Великого дня» (1956).

## История создания фильма
По информации газеты «Лос-Анджелес Таймс» на главную мужскую роль первоначально планировался Берт Ланкастер, а историк кино Деннис Шварц сообщает, что «фильм делался под Джона Гарфилда, однако тот скоропостижно скончался в 1951 году».
По информации «Голливуд репортер» от февраля 1951 года, отдельные сцены фильма снимались на натуре на киноранчо компании Warner Bros. в Калабасасе, Калифорния, а также в различных местах в долине Сан-Фернандо.
Согласно материалам Warner Bros., в первую же съёмочную неделю во время работы над сценой драки с Хью Сэндерсом Стив Кокран сломал ногу, и после непродолжительного пребывания в больнице в течение двух недель носил гипс.
По сообщению Variety, после предварительного просмотра руководство студии приняло решение снять финальные сцены фильма заново.

## Оценка фильма критикой

### Общая оценка фильма
Эксмейкер пишет, что фильм использует классический нуаровый сюжет о паре в бегах, который традиционно охватывает такие темы, как «любовь, отчаяние, мечты и обречённость». Классическими примерами такого типа картин служат истории об «измученных любовниках в прото-нуаре Фритца Ланга „Жизнь даётся один раз“ (1937), о растоптанной невинности в „Они живут по ночам“ (1948) и о безумной любви в „Без ума от оружия“ (1950)». Как далее отмечает Эксмейкер, данная история «могла бы легко пойти по клишированному пути про невиновного, которого развратила хищная роковая женщина, однако в этом недорогом триллере Феликса Файста оба персонажа значительно объёмнее и сложнее». Так, социально неприспособленный бывший заключённый Билл «оказывается овцой в волчьей городской среде, а Кэй ожесточена за многие годы метаний с места на место в попытках заработать на своей внешности. Оба не торопятся довериться друг другу, но когда это происходит, их защитные панцири спадают, и они выбирают жизнь, связанную с тяжёлым физическим трудом, и не хотят возвращения к своей прежней жизни». Критик далее отмечает, что в рамках «безрадостной нуаровой культуры, этот фильм создаёт один из самых оптимистичных портретов любви между отверженными». Вместе с тем, как пишет Эксмейкер, «как и многие картины того времени, этот фильм сначала неудержимо нарастает в эмоциональном плане, достигая пика отчаяния, но затем резко делает разворот на 180 градусов, переходя в надуманную развязку, которая кажется искусственно пристёгнутой, чтобы удовлетворить требования Голливуда в отношении торжества закона и порядка, а также ради несложного счастливого конца». Историк кино Крейг Батлер называет картину «малоизвестным фильмом нуар, который не вполне играет по правилам, что является как его преимуществом, так и недостатком». Далее он пишет, что «фильм начинается настолько жёстко и цинично, насколько только может пожелать поклонник нуара, однако где-то к середине на первый план выходит любовь, и весь цинизм фильма переходит в сентиментальность». Критик считает, что «само по себе это где-то интересно, так как большинство фильмов этого жанра как начинаются жёстко, так и остаются такими до конца. Однако, к сожалению, смена настроения и тональности в этой картине не убедительна, она смотрится сентиментально и мелодраматично, но не реально». А в окончании фильма, по мнению Батлера, «особенно ощутимы натянутость и надуманность». И всё же, считает критик, «в самой истории достаточно интересных моментов, которые способны удерживать зрительский интерес». Деннис Шварц называет картину «мрачным малым фильмом нуар со счастливым концом», далее отмечая, что «хотя фильм и хорошо смотрится», тем не менее «не остаётся в памяти надолго». Причина, по мнению Шварца, заключена в том, что этому «фильму с социальным подтекстом не удаётся вызвать стойкого сочувствия и симпатии» зрителя к своим «персонажам-аутсайдерам, которые из-за своего недоверия по отношению к властям ведут себя как антисоциальные типы и безрадостные нытики на протяжении большей части фильма». По мнению Майкла Кини, «Кокран потрясающе играет только что освободившегося заключённого, а Роман доставляет наслаждение в роли раскаявшейся роковой женщины, однако финал фильма разочаровывает».

### Оценка работы режиссёра и творческой группы
Батлер отдал должное «режиссёру Феликсу Э. Файсту, который смог сдержать мелодраматическую линию фильма настолько, насколько это было возможно», и при этом «подчеркнуть достоинства фильма», в чём «хорошую помощь ему оказала выразительная операторская работа Роберта Бёркса». Шварц также обращает внимание на «компетентную работу Файста, которая основана на, как всегда, грамотном сценарии Гая Эндора, который за свою политическую деятельность был включён в голливудский чёрный список». Как отмечает Эксмейкер, «верный себе, Файст делает максимум из того, что ему предоставили».

### Оценка актёрской игры
Как пишет Эксмейкер, в этом фильме Кокран отходит от стереотипного гангстерского образа своих прежних работ, «играя симпатичного, трогательного человека, который впадает в агрессию и ярость только в тех случаях, когда необходимо бороться за выживание. Выйдя на свободу после многих лет, проведённых в тюрьме, он, будучи уже взрослым человеком, оказывается в культуре, которую не понимает. Его мальчишеское лицо, тёмные волосы и внешняя красота идеально подходят для этой роли, и он играет Билла как подростка в мужском теле, эмоционально незрелого, не знающего, как поступать или как себя вести, нервного, осторожного и чувствующего себя брошенным среди расторопных и сообразительных горожан». Шварц также выразил удовлетворение игрой Кокрана, отметив, что он «исполнил свою роль наилучшим образом», а Батлер заключил, что «Кокран в главной роли удивительно хорош. Его работе, может быть, и не хватает глубины и диапазона, чтобы признать её великой, но он очень сильно создаёт образ человека, который в буквальном смысле вырос в тюрьме, и который по этой причине находит внешний мир заманчивым, но чужим и сложным для понимания». Ещё лучше, по мнению Батлера смотрится Рут Роман, «которая играет так, что даже самые невероятные перемены в её героине кажутся убедительными, и которая точно знает, как выстрелить острой репликой по экрану». Эксмейкер обращает внимание на то, как Роман показывает перемену характера своей героини: «поначалу она выступает как стойкая, непоколебимая дама из танцевального зала», которая рассматривает Билла просто как «выгодного простачка для заработка», но «по мере трансформации фильма из триллера с бегством в роуд-муви, она всё больше начинает проявлять свои душевные качества».